# Okres Maloja
Okres Maloja (německy Region Maloja) je jedním z 11 okresů kantonu Graubünden ve Švýcarsku, které vznikly v důsledku územní reformy k 1. lednu 2016.
Zahrnuje zejména údolí Horní Engadin a Val Bregaglia.

## Seznam obcí
| Znak                 | Název obce           | Počet obyvatel (31. 12. 2022) | Rozloha (km²) | Hustota zalidnění (obyv./km²) |
| -------------------- | -------------------- | ----------------------------- | ------------- | ----------------------------- |
| Bever                | Bever                | 605                           | 45,75         | 13                            |
| Bregaglia            | Bregaglia            | 1576                          | 251,42        | 6                             |
| Celerina/Schlarigna  | Celerina/Schlarigna  | 1424                          | 24,02         | 59                            |
| La Punt Chamues-ch   | La Punt Chamues-ch   | 698                           | 63,28         | 11                            |
| Madulain             | Madulain             | 208                           | 16,28         | 13                            |
| Pontresina           | Pontresina           | 2100                          | 118,18        | 18                            |
| St. Moritz           | St. Moritz           | 4924                          | 28,69         | 172                           |
| Samedan              | Samedan              | 2905                          | 113,79        | 26                            |
| S-chanf              | S-chanf              | 705                           | 138,03        | 5                             |
| Sils im Engadin/Segl | Sils im Engadin/Segl | 697                           | 63,58         | 11                            |
| Silvaplana           | Silvaplana           | 1083                          | 44,77         | 24                            |
| Zuoz                 | Zuoz                 | 1228                          | 65,78         | 19                            |
| Celkem (12)          | Celkem (12)          | 18 153                        | 973,57        | 19                            |